# Milwich
Milwich is een civil parish in het bestuurlijke gebied Stafford, in het Engelse graafschap Staffordshire. In 2001 telde het dorp 382 inwoners. Milwich komt in het Domesday Book (1086) voor als 'Melewich' / 'Mulewiche'.